# Bandeira da República Democrática do Congo
A bandeira nacional da República Democrática do Congo é uma bandeira azul-celeste, adornada com uma estrela amarela no canto superior esquerdo e cortada diagonalmente por uma faixa vermelha com uma fimbriação amarela. Foi adoptado em 18 de fevereiro de 2006. Uma nova constituição, ratificada em dezembro de 2005 e que entrou em vigor em fevereiro de 2006, promoveu o retorno a uma bandeira semelhante à usada entre 1966 e 1971, com uma mudança de fundo azul-real para azul-celeste. O azul representa paz. O vermelho representa "o sangue dos mártires do país", o amarelo a riqueza do país; e a estrela simboliza o futuro do país.
Durante o período entre 1971 e 1997, como Zaire, a bandeira consistia em um tecido verde claro com um círculo amarelo segurando uma tocha flamejante.
É uma das poucas bandeiras nacionais que incorpora uma linha diagonal, com outros exemplos incluindo Tanzânia, Namíbia, Trindade e Tobago, São Cristóvão e Névis e Brunei.

## Cores
A aproximação das cores está listada abaixo:[carece de fontes?]
| Esquema de cores     | Azul         | Vermelho      | Amarelo      |
| -------------------- | ------------ | ------------- | ------------ |
| RGB                  | 0-127-255    | 206-16-33     | 247-214-24   |
| Hexadecimal          | #007fff      | #ce1021       | #f7d618      |
| CMYK                 | 77, 51, 0, 0 | 0, 92, 84, 19 | 0, 13, 90, 3 |
| Pantone (aproximado) | 299 C        | 186 C         | 107 C        |

## Bandeiras históricas

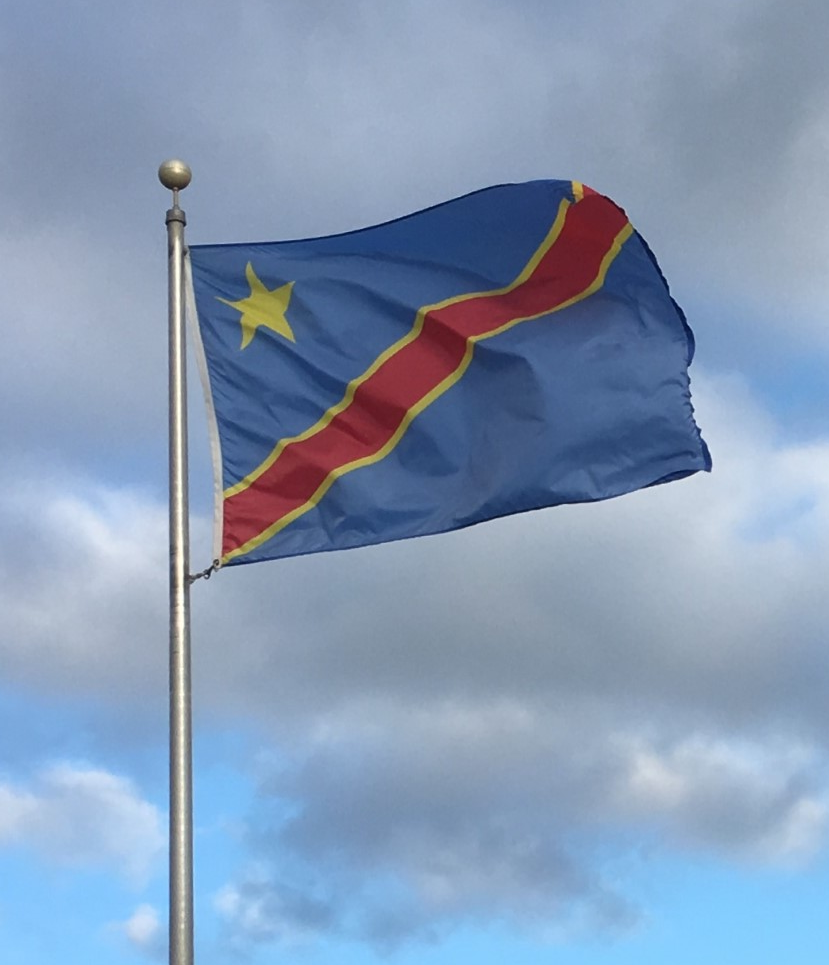
Bandeira da República Democrática do Congo no mastro

A bandeira anterior foi adotada em 2003. Era semelhante à bandeira usada entre 1960 e 1963. Essa bandeira, por sua vez, foi baseada na bandeira que foi originalmente usada pela Associação Internacional Africana do Rei Leopoldo II e foi usada pela primeira vez em 1877. O design de 1877 apresentava uma estrela amarela em um fundo azul. A bandeira de 1877 continuou como a bandeira do Estado Livre do Congo depois que o território foi reconhecido como uma possessão oficial de Leopoldo II na Conferência de Berlim.
Após conquistar a independência da Bélgica em 30 de junho de 1960, o mesmo projeto básico foi mantido. No entanto, seis estrelas menores foram adicionadas ao mastro para simbolizar as seis províncias do país na época. Este design foi usado apenas de 1960 a 1963.
A bandeira da segunda República de Mobutu Sese Seko se tornou a bandeira oficial depois que Mobutu estabeleceu sua ditadura. Esta bandeira foi usada de 1966 a 1971 e consistia na mesma estrela amarela, agora menor, situada no canto superior do lado do mastro, com uma faixa vermelha com linhas amarelas cruzando diagonalmente o centro. O vermelho simbolizava o sangue do povo; o amarelo simbolizava a prosperidade; o azul simbolizava a esperança; e a estrela representava a unidade.
A bandeira mudou novamente quando o país foi renomeado Zaire em 1971. A bandeira zairense usava cores pan-africanas e apresentava uma bandeira verde-clara adornada com um círculo amarelo contendo um braço segurando uma tocha vermelha que simbolizava o espírito da revolução e as vidas dos revolucionários mortos. Essa bandeira tinha um emblema central que é o do Movimento Popular. A nova bandeira foi criada como parte da tentativa de Mobutu de re-africanizar a nação e foi usada oficialmente até a queda de Mobutu na Primeira Guerra do Congo . A bandeira do Zaire também foi usada como bandeira político-partidária do Movimento Popular da Revolução, liderado por Mobutu. Esta bandeira foi adotada pelo Novo Governo do Zaire no Exílio, formado em 2017, e foi usada durante uma tentativa fracassada de golpe em maio de 2024.

Em 1997, quando o governo de Mobutu foi derrubado e o país assumiu a designação atual de República Democrática do Congo, o país voltou ao design da década de 1960, pós-independência, com uma única estrela grande e seis estrelas menores. Em 2003, a mudança mais recente antes da adoção da bandeira atual, a cor da bandeira foi modificada para um tom mais claro de azul.

Bandeira da Associação Intenacional Africana (1877–1885), do Estado Livre do Congo (1885–1908) e do Congo Belga (1908–1960)
Bandeira da República do Congo desde a independência em 30 de junho de 1960 até 1963. Também usada pelo rival da República Livre do Congo de 1960 a 1962.
Bandeira de 1963 a 1966
Bandeira de 1966 a 1971
Bandeira do Zaire (1971–1997)
Bandeira da República Democrática do Congo (1997–2003)
Bandeira da República Democrática do Congo (2003–2006)
Bandeira da República Democrática do Congo (2006)